# Laura McCabe
Laura McCabe (* 8. März 1966 in Bozeman) ist eine ehemalige US-amerikanische Skilangläuferin.

## Werdegang
McCabe nahm von 1993 bis 1998 vorwiegend an FIS-Rennen teil. Dabei holte sie drei Siege und errang zudem drei dritte und einen zweiten Platz. Bei den Olympischen Winterspielen 1994 in Lillehammer belegte sie den 34. Platz über 15 km Freistil und den zehnten Platz mit der Staffel. Vier Jahre später lief sie bei den Olympischen Winterspielen in Nagano auf den 75. Platz über 5 km klassisch, auf den 49. Rang über 30 km Freistil und auf den 15. Platz mit der Staffel. Beim American Birkebeiner wurde sie im Jahr 2001 Fünfte und im Jahr 2004 Neunte. Im Jahr 1999 gewann sie diesen Lauf.